# Satyrus paupera
Satyrus paupera är en fjärilsart som beskrevs av Alphéraky 1888. Satyrus paupera ingår i släktet Satyrus och familjen praktfjärilar. Inga underarter finns listade.